# 柳升
柳 升（りゅう しょう、生年不詳 - 1427年）は、明代の軍人。字は子漸。本貫は安慶府懐寧県。

## 生涯
父の職を嗣いで燕山護衛百戸となった。大小二十数回の戦闘を経て、左軍都督僉事に累進した。永楽4年（1406年）、張輔に従ってベトナム胡朝に対する遠征に参加し、魯江で胡朝の軍を破り、その将軍の阮子仁らを斬った。咸子関を守った。永楽5年（1407年）、胡朝の軍が富良江に入り、舟10里あまりにわたって連なり、富良江を横断する寨を立て、陸兵も数万人に及んだ。張輔は歩兵と騎兵を率い、柳升は水軍を率いて、胡朝の軍を挟撃して破った。胡朝の尚書の阮希周らを捕らえた。さらに胡朝の軍を奇羅海口で破り、舟300隻を鹵獲した。部下の兵士が胡季犛とその子の胡元澄を捕らえた。柳升は南京に勝報を届けて捕虜を献上し、賞賜を受けた。永楽6年（1408年）、遠征軍が凱旋すると、安遠伯に封じられ、世券を与えられた。
永楽7年（1409年）、柳升は陳瑄とともに水軍を率いて海上を巡視し、青州沖の海上で倭寇を破り、金州白山島まで追撃して凱旋した。永楽8年（1410年）、永楽帝の漠北遠征に従軍し、回曲津にいたり、神機営の火器部隊を率いて先鋒をつとめ、アルクタイを撃破した。安遠侯の封に進められ、安遠伯の爵位を世襲することとされた。永楽9年（1411年）、寧夏に出向して駐屯し、叛将の馮答蘭帖木児らを討って斬った。永楽10年（1412年）、南京に召還されると、京営の兵を総べた。永楽12年（1414年）、永楽帝の漠北遠征に従軍し、大営の兵を率いて忽蘭・忽失温と戦い、火器で敵を破った。
永楽18年（1420年）、山東蒲台で唐賽児の乱が起こると、柳升は都指揮の劉忠とともに京軍を率いて鎮圧に赴き、その寨を包囲した。柳升は反乱軍を軽視しており、反乱軍が降伏を願い出てくると、これを信じた。反乱軍による夜襲を受けて、劉忠は流れ矢に当たって死に、唐賽児は包囲を脱して逃げ去った。柳升は明け方になってようやく状況を把握し、追撃して反乱軍の仲間100人あまりを捕らえた。都指揮の衛青が奮戦して安丘の包囲を解くと、柳升はその功績を憎んで、衛青を辱めた。柳升は南京に召還されて獄に下された。ほどなく釈放された。
永楽20年（1422年）、柳升は永楽帝の漠北遠征に従軍し、中軍を率いてウリャンカイを屈裂児河で破り、安遠侯の爵位を世襲する権利が与えられた。柳升は永楽帝の5回の漠北遠征にいずれも従軍し、たびたび功績を挙げ、その寵遇も列侯の中で抜きんでていた。永楽22年（1424年）、洪熙帝が即位すると、右府を管掌するよう命じられ、太子太傅の位を加えられた。
宣徳元年（1426年）冬、成山侯王通がベトナムの黎利の軍を攻撃して敗れ、その敗戦が奏聞された。柳升は宣徳帝の命により征虜副将軍となり、交趾総兵官とされ、保定伯梁銘を左副総兵とし、都督崔聚を参将とし、尚書李慶を軍務に参与させ、7万の兵を率い、黔国公沐晟と合流して黎利を討つことになった。このとき黎利の勢力は盛んで、道路の交通は途絶し、北京の朝廷は交趾の状況を把握できなかった。
宣徳2年（1427年）6月、朝廷は昌江が包囲されているとの報告を受けて柳升に救援を命じたが、4月のうちにすでに昌江は陥落していた。9月、柳升はようやく隘留関に入った。黎利は偽って陳朝の末裔を王に立てたいと請願する上奏文を国人に書かせて提出した。柳升は封を開かずに北京の宣徳帝のもとに届けさせた。黎利の軍は険阻な要害に拠って柵を立てていたが、遠征軍はこれを連破し、鎮夷関に達した。柳升は黎利軍の連敗をみて、これを侮るようになった。ときに李慶と梁銘は陣中で病床に臥せっていた。郎中の史安と主事の陳鏞が柳升の驕りを李慶に報告したため、李慶は無理を押して病床から起き上がり、柳升を諫めたが、柳升は意に介さなかった。倒馬坡にいたり、100騎あまりとともに先駆けて橋を渡ったところ、橋が突如崩壊し、後続の隊は進めなくなった。黎利軍の伏兵が四方で立ち上がり、柳升は泥濘の中に陥って、投擲武器に当たって死んだ。梁銘と李慶は病没し、崔聚は昌江で戦って敗れ、遠征軍は全滅した。
正統12年（1447年）、柳升は融国公の位を追贈された。諡は襄愍といった。
子に柳溥があった。